# دانيال هولم
دانيال هولم (بالدنماركية: Daniel Holm)‏ (7 مارس 1995 - ) هو لاعب كرة قدم دانمركي في مركز الهجوم. لعب مع فيدوفري.

## وصلات خارجية
- دانيال هولم على موقع الاتحاد الأوربي (الإنجليزية)
- دانيال هولم على موقع قاعدة بيانات كرة القدم.إي يو (الإنجليزية)
- دانيال هولم على موقع ناشيونال فوتبول تيمز (الإنجليزية)
- دانيال هولم على موقع Soccerway.com (الإنجليزية)
- دانيال هولم على موقع عالم كرة القدم.نت (الإنجليزية)
- دانيال هولم على موقع GSA (الإنجليزية)